# Björkebergs landskommun
Björkebergs landskommun var en tidigare kommun i Östergötlands län.

## Administrativ historik
När 1862 års kommunalförordningar trädde i kraft inrättades i Sverige cirka 2 500 kommuner. Huvuddelen av dessa var landskommuner (baserade på den äldre sockenindelningen), vartill kom 89 städer och åtta köpingar. I Björkebergs socken i Gullbergs härad i Östergötland inrättades då denna kommun.
Vid kommunreformen 1952 uppgick denna  i storkommunen Norra Valkebo landskommun som 1971 uppgick i Linköpings kommun.

## Politik

### Mandatfördelning i Björkebergs landskommun 1946
| 6 | 9 |

| 15 |